# Klasični gaelski jezik
Klasični gaelski jezik (gaoidhealg; ISO 639-3: ghc), izumrli keltski jezik, jedan od četiri predstavnika gaelske skupine iz Irske i Škotske. Arhaični literalni jezik koji se temelji na irskom iz 12. stoljeća. 
Koristio se u Irskoj do 17. i Škotskoj do 18. stoljeća.

## Vanjske poveznice
- Ethnologue (14th)
- Ethnologue (15th)